# A magyar állam tulajdonában álló műemlékek listája Baranya vármegyében
Az alábbi lista a Baranya vármegyében található, magyar állam tulajdonában álló, országos műemléki védettségű ingatlanokat tartalmazza.
 Az alábbi műemléki lista a Magyar Nemzeti Vagyonkezelő Zrt. nyilvántartásának 2013. szeptemberi állapotán alapul, az oldal tartalma csupán tájékoztató jellegű! Az országos műemléki nyilvántartás közhiteles forrása a Lechner Lajos Tudásközpont.
|  | Bővebben: Pécsi ókeresztény sírkamrák |

|  | Bővebben: Idrisz Baba türbéje |

|  | Bővebben: Jakováli Hasszán dzsámija |

|  | Bővebben: Pécsi ókeresztény sírkamrák |

|  | Bővebben: Pécsváradi bencés kolostor |

|  | Bővebben: Siklósi vár |

|  | Bővebben: Szigetvári vár |

|  | Bővebben: Római villa és mauzóleum (Kővágószőlős) |

|  | Bővebben: Római villa és mauzóleum (Kővágószőlős) |

|  | Bővebben: Várostörténeti Múzeum |

|  | Bővebben: Zsolnay Múzeum |

|  | Bővebben: Victor Vasarely Múzeum (Pécs) |

|  | Bővebben: Városi Képtár Pécs |

|  | Bővebben: Martyn Ferenc Múzeum |

|  | Bővebben: Janus Pannonius Múzeum |

|  | Bővebben: Kantavár |